# Gran Premio del Brasile 2006
Il Gran Premio del Brasile 2006 è stata la diciottesima e ultima prova della stagione 2006 del campionato mondiale di Formula 1. La gara si è tenuta domenica 22 ottobre sul circuito di Interlagos, a San Paolo del Brasile, ed è stata vinta dal brasiliano Felipe Massa su Ferrari, al secondo successo in carriera; Massa ha preceduto all'arrivo lo spagnolo Fernando Alonso su Renault e il britannico Jenson Button su Honda.
Questo Gran Premio segna l'ultima gara in Formula 1 per il costruttore russo Midland, per il motorista britannico Cosworth e per il gommista francese Michelin oltreché per i piloti Robert Doornbos e Tiago Monteiro.
Grazie a questi risultati la Renault e Fernando Alonso si sono aggiudicati per la seconda volta consecutiva il titolo mondiale, rispettivamente nel mondiale costruttori e in quello piloti.

## Prove

### Risultati
Nella prima sessione del venerdì si è avuta questa situazione:
| Pos | Nº | Pilota           | Costruttore       | Tempo    | Gap    | Giri |
| --- | -- | ---------------- | ----------------- | -------- | ------ | ---- |
| 1   | 3  | Kimi Räikkönen   | McLaren-Mercedes  | 1'13"764 |        | 5    |
| 2   | 36 | Anthony Davidson | Honda             | 1'13"902 | +0"138 | 32   |
| 3   | 35 | Alexander Wurz   | Williams-Cosworth | 1'13"922 | +0"158 | 25   |

Nella seconda sessione del venerdì si è avuta questa situazione:
| Pos | Nº | Pilota           | Costruttore       | Tempo    | Gap    | Giri |
| --- | -- | ---------------- | ----------------- | -------- | ------ | ---- |
| 1   | 35 | Alexander Wurz   | Williams-Cosworth | 1'12"547 |        | 33   |
| 2   | 36 | Anthony Davidson | Honda             | 1'12"653 | +0"106 | 37   |
| 3   | 38 | Sebastian Vettel | BMW Sauber        | 1'12"870 | +0"323 | 33   |

Nella sessione del sabato mattina si è avuta questa situazione:
| Pos | Nº | Pilota             | Costruttore | Tempo    | Gap    | Giri |
| --- | -- | ------------------ | ----------- | -------- | ------ | ---- |
| 1   | 6  | Felipe Massa       | Ferrari     | 1'11"443 |        | 17   |
| 2   | 5  | Michael Schumacher | Ferrari     | 1'11"631 | +0"188 | 15   |
| 3   | 12 | Jenson Button      | Honda       | 1'12"306 | +0"863 | 15   |

## Qualifiche

### Risultati
Nella sessione di qualifica si è avuta questa situazione:
| Pos | Nº | Pilota               | Costruttore       | Q1          | Q2       | Q3          | Griglia |
| --- | -- | -------------------- | ----------------- | ----------- | -------- | ----------- | ------- |
| 1   | 6  | Felipe Massa         | Ferrari           | 1'10"643    | 1'10"775 | 1'10"680    | 1       |
| 2   | 3  | Kimi Räikkönen       | McLaren-Mercedes  | 1'12"035    | 1'11"386 | 1'11"299    | 2       |
| 3   | 8  | Jarno Trulli         | Toyota            | 1'11"885    | 1'11"343 | 1'11"328    | 3       |
| 4   | 1  | Fernando Alonso      | Renault           | 1'11"791    | 1'11"148 | 1'11"567    | 4       |
| 5   | 11 | Rubens Barrichello   | Honda             | 1'12"017    | 1'11"578 | 1'11"619    | 5       |
| 6   | 2  | Giancarlo Fisichella | Renault           | 1'12"042    | 1'11"461 | 1'11"629    | 6       |
| 7   | 7  | Ralf Schumacher      | Toyota            | 1'11"713    | 1'11"550 | 1'11"695    | 7       |
| 8   | 16 | Nick Heidfeld        | BMW Sauber        | 1'12"307    | 1'11"648 | 1'11"882    | 8       |
| 9   | 17 | Robert Kubica        | BMW Sauber        | 1'12"040    | 1'11"589 | 1'12"131    | 9       |
| 10  | 5  | Michael Schumacher   | Ferrari           | 1'11"565    | 1'10"313 | senza tempo | 10      |
| 11  | 9  | Mark Webber          | Williams-Cosworth | 1'11"973    | 1'11"650 | N.D.        | 11      |
| 12  | 4  | Pedro de la Rosa     | McLaren-Mercedes  | 1'11"825    | 1'11"658 | N.D.        | 12      |
| 13  | 10 | Nico Rosberg         | Williams-Cosworth | 1'11"974    | 1'11"679 | N.D.        | 13      |
| 14  | 12 | Jenson Button        | Honda             | 1'12"085    | 1'11"742 | N.D.        | 14      |
| 15  | 15 | Robert Doornbos      | RBR-Ferrari       | 1'12"530    | 1'12"591 | N.D.        | 22      |
| 16  | 20 | Vitantonio Liuzzi    | STR-Cosworth      | 1'12"855    | 1'12"861 | N.D.        | 15      |
| 17  | 21 | Scott Speed          | STR-Cosworth      | 1'12"856    | N.D.     | N.D.        | 16      |
| 18  | 19 | Christijan Albers    | MF1-Toyota        | 1'13"138    | N.D.     | N.D.        | 17      |
| 19  | 14 | David Coulthard      | RBR-Ferrari       | 1'13"249    | N.D.     | N.D.        | 18      |
| 20  | 22 | Takuma Satō          | Super Aguri-Honda | 1'13"269    | N.D.     | N.D.        | 19      |
| 21  | 23 | Sakon Yamamoto       | Super Aguri-Honda | 1'13"357    | N.D.     | N.D.        | 20      |
| 22  | 18 | Tiago Monteiro       | MF1-Toyota        | senza tempo | N.D.     | N.D.        | 21      |

In grassetto sono indicate le migliori prestazioni in Q1, Q2 e Q3.

## Gara

### Resoconto

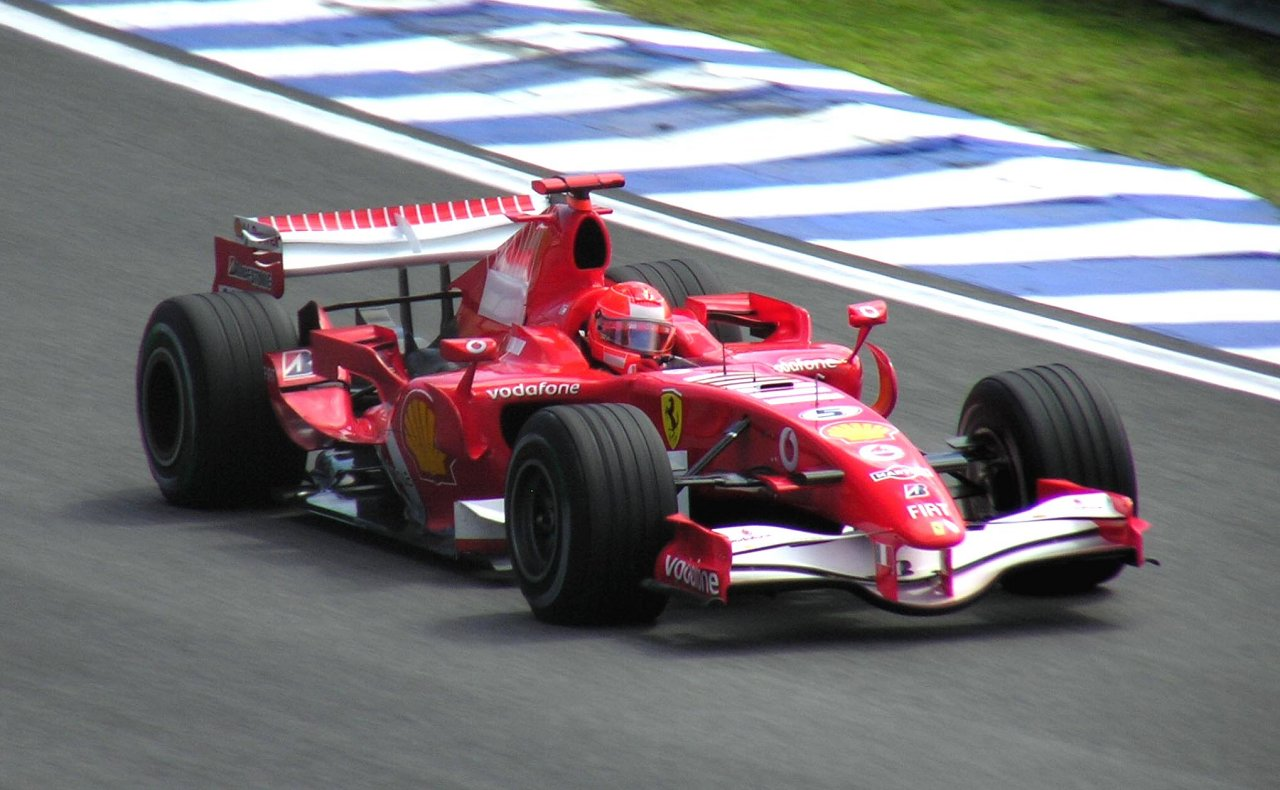
Michael Schumacher impegnato durante la gara

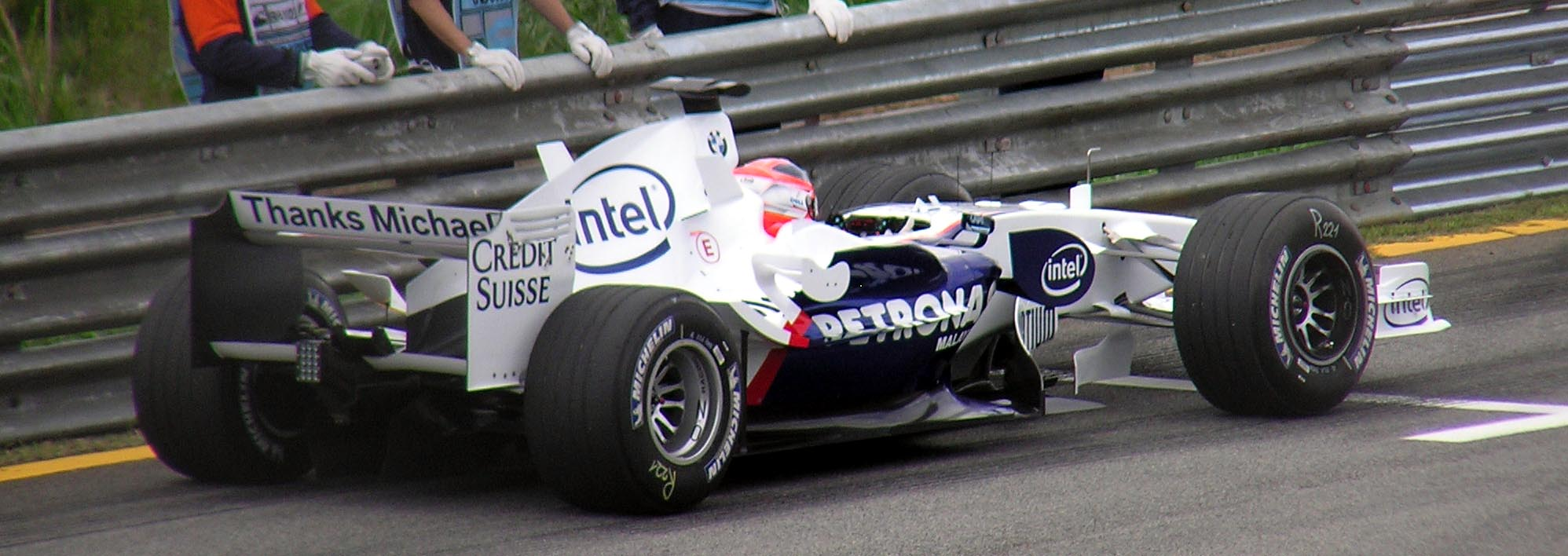
La BMW Sauber di Kubica si presentò con la scritta «Thanks Michael» (in inglese: "Grazie Michael") sull'alettone posteriore per ringraziare il pilota tedesco, giunto alla sua ultima gara.

Al via Massa riesce a tenere la testa della corsa, precedendo Raikkönen e Trulli, mentre Michael Schumacher riesce subito a superare le due BMW Sauber, la Toyota del fratello Ralf e la Honda di Barrichello. Le due Williams terminano la loro gara dopo pochi metri, entrando in collisione tra loro alla curva Subida do Lago: Webber si ritira a causa della rottura dell'alettone posteriore, mentre Rosberg, già privo dell'alettone anteriore, sbatte violentemente alla Subida dos Boxes, causando l'ingresso della safety car.

### Risultati
I risultati del Gran Premio sono i seguenti:
| Pos | Nº | Pilota               | Costruttore       | Giri | Tempo/Ritiro              | Griglia | Punti |
| --- | -- | -------------------- | ----------------- | ---- | ------------------------- | ------- | ----- |
| 1   | 6  | Felipe Massa         | Ferrari           | 71   | 1h31'53"751               | 1       | 10    |
| 2   | 1  | Fernando Alonso      | Renault           | 71   | +18"658                   | 4       | 8     |
| 3   | 12 | Jenson Button        | Honda             | 71   | +19"394                   | 14      | 6     |
| 4   | 5  | Michael Schumacher   | Ferrari           | 71   | +24"094                   | 10      | 5     |
| 5   | 3  | Kimi Räikkönen       | McLaren-Mercedes  | 71   | +28"503                   | 2       | 4     |
| 6   | 2  | Giancarlo Fisichella | Renault           | 71   | +30"287                   | 6       | 3     |
| 7   | 11 | Rubens Barrichello   | Honda             | 71   | +40"294                   | 5       | 2     |
| 8   | 4  | Pedro de la Rosa     | McLaren-Mercedes  | 71   | +52"068                   | 12      | 1     |
| 9   | 17 | Robert Kubica        | BMW Sauber        | 71   | +1'07"642                 | 9       |       |
| 10  | 22 | Takuma Satō          | Super Aguri-Honda | 70   | +1 giro                   | 19      |       |
| 11  | 21 | Scott Speed          | STR-Cosworth      | 70   | +1 giro                   | 16      |       |
| 12  | 15 | Robert Doornbos      | RBR-Ferrari       | 70   | +1 giro                   | 22      |       |
| 13  | 20 | Vitantonio Liuzzi    | STR-Cosworth      | 70   | +1 giro                   | 15      |       |
| 14  | 19 | Christijan Albers    | MF1-Toyota        | 70   | +1 giro                   | 17      |       |
| 15  | 18 | Tiago Monteiro       | MF1-Toyota        | 69   | +2 giri                   | 21      |       |
| 16  | 23 | Sakon Yamamoto       | Super Aguri-Honda | 69   | +2 giri                   | 20      |       |
| 17  | 16 | Nick Heidfeld        | BMW Sauber        | 63   | Incidente                 | 8       |       |
| Rit | 14 | David Coulthard      | RBR-Ferrari       | 14   | Cambio                    | 18      |       |
| Rit | 8  | Jarno Trulli         | Toyota            | 10   | Sospensione               | 3       |       |
| Rit | 7  | Ralf Schumacher      | Toyota            | 9    | Sospensione               | 7       |       |
| Rit | 9  | Mark Webber          | Williams-Cosworth | 1    | Collisione con N. Rosberg | 11      |       |
| Rit | 10 | Nico Rosberg         | Williams-Cosworth | 0    | Collisione con M. Webber  | 13      |       |

## Classifiche mondiali

### Piloti
| Pos | Pilota               | Punti |
| --- | -------------------- | ----- |
| 1   | Fernando Alonso      | 134   |
| 2   | Michael Schumacher   | 121   |
| 3   | Felipe Massa         | 80    |
| 4   | Giancarlo Fisichella | 72    |
| 5   | Kimi Räikkönen       | 65    |
| 6   | Jenson Button        | 56    |
| 7   | Rubens Barrichello   | 30    |
| 8   | Juan Pablo Montoya   | 26    |
| 9   | Nick Heidfeld        | 23    |
| 10  | Ralf Schumacher      | 20    |
| 11  | Pedro de la Rosa     | 19    |
| 12  | Jarno Trulli         | 15    |
| 13  | David Coulthard      | 14    |
| 14  | Mark Webber          | 7     |
| 15  | Jacques Villeneuve   | 7     |
| 16  | Robert Kubica        | 6     |
| 17  | Nico Rosberg         | 4     |
| 18  | Christian Klien      | 2     |
| 19  | Vitantonio Liuzzi    | 1     |

### Costruttori
| Pos | Costruttore       | Punti |
| --- | ----------------- | ----- |
| 1   | Renault           | 206   |
| 2   | Ferrari           | 201   |
| 3   | McLaren-Mercedes  | 110   |
| 4   | Honda             | 86    |
| 5   | BMW Sauber        | 36    |
| 6   | Toyota            | 35    |
| 7   | RBR-Ferrari       | 16    |
| 8   | Williams-Cosworth | 11    |
| 9   | STR-Cosworth      | 1     |